# Straight Edge as Fuck I
För andra betydelser, se Straight edge (olika betydelser).
Straight Edge as Fuck I är ett samlingsalbum av blandade artister, utgivet av Desperate Fight Records 1994. Skivan är den första i raden av tre.
Till skillnad från senare skivor i serien är Straight Edge as Fuck I endast en EP, vilket förklaras av att den svenska hardcore-scenen var relativt liten vid tidpunkten för skivans utgivning.
På skivan medverkar bl.a. Doughnuts (första inspelningen), Refused (med en tidig version av "Everlasting") och Solitude (som senare skulle byta namn till Shield).

## Låtlista[1]
1. Drift Apart - "Burning"
2. Doughnuts - "Self Destruction"
3. Beyond Hate - "I Refuse"
4. Abhinanda - "Remark of Fustration"
5. Solitude - "Outside"
6. Refused - "Everlasting"